# 宮澤卓宏
宮澤 卓宏（みやざわ たかひろ、19XX年 - ）は、日本のインディーゲーム開発者。自身の個人サイト「SKT products」を開設し、複数のブラウザゲーム作品を公開している。代表作に『モアイまわし』『引越し奉行』など。タカヒロウというハンドルネームも持つ。

## 来歴
大阪芸術大学芸術学部デザイン学科に進学。大学3年生の頃にゲームやWebサイトを趣味で創作し、個人サイト「セイカンタイ」で活動。大学在学中に仕事の依頼が来るようになり、個人サイト「SKT products」を設立。セイカンタイには「自分が気持ちいいものだけを創り続ける」という意味が込められており、SKTはセイカンタイの略である。仕事としての制作を始めたのは学生の終わりごろに製作した2001年の『雑念打』ごろで、それ以降、東京都を中心にクライアントの依頼を受け、大阪府でゲーム制作を続ける。なお、大学卒業後は銀行系のシステムエンジニアとしても勤務していたが、半年で辞職することになった。
フリーでの最初の仕事はAdobe Shockwaveで『GOKI DASH』であった。退職後は郵便局でアルバイトをしながらゲーム製作をし、『信行軍団3』を製作した。この頃は宣伝も兼ねて「BROAD STAR」（後のクリエイター発掘事業「BROSTA TV」）などに作品を発表して人脈を広げた。
『モアイまわし』に続いて製作した『モアイの巣』は2006年に日本ゲーム大賞インディーズ部門優秀賞を受賞。出現するモアイ像の動きのユニークさや各ステージの場面設定など、インパクトとスピード感が高く評価された。2019年には『イセキクライマー』がアジアデジタルアート大賞展FUKUOKAのエンターテインメント（産業応用）部門で大賞を受賞した。

## 作風
世界を股に掛けた冒険のような非日常なテーマよりは、民家の内部や満員電車など日常的なテーマを好んでおり、それを題材とした作品も多い。小学校にパソコンやインターネットが普及して児童の間で流行し始めたことから、グロテスクな表現は後の作品では控えるように意識している。

## 主な作品
雑念打
2001年製作。複数のアルファベット入力法に対応したバージョン2は2002年公開。SKT productsに公開されている中では最古の作品である。
満員電車の乗客が抱える雑念を打ち消すタイピングゲーム。宮澤が学生自体にストレスを感じていたことから満員電車が舞台となった。
GOKI DASH
民家を舞台に、ゴキブリを操作して罠にかからないように行動するゲーム。宮澤のフリーとしての最初の仕事で製作した作品であった。ゴキブリを登場させたことには批判もあり、デフォルメされたデザインに変更された。
信行軍団
テロ組織壊滅を目指す主人公を操作し、物陰に隠れてテロ組織のアジトに侵入するシューティングゲーム。退職後のアルバイト期間中に製作された。
すごいお父さん
卓越した身体能力を持つ父親を描くフラッシュアニメ作品。後の作品では抑えられたグロテスクな表現が目立つ。
引越し奉行
物理エンジンBox2DFlashAS3を使って製作した、「おばあちゃん」の引越し作業としてカタパルトにより家具を投擲して家を破壊するゲーム。物理エンジン上で家屋のモデルが簡単に倒壊することから、引越しという手法であえて破壊することを思いついた宮澤により実現した。「おばあちゃん」は生活感を醸し出すために用意された。「おばあちゃん」に直撃することもあるが、虐待にならないよう直撃しても強気の台詞を吐くように設定されている。
なお、「おばあちゃん」は嫁姑問題の末に引っ越しに至ったとされることがあるが、公式には引っ越しに至るまでのストーリーは設定されていない。
うねりの塔
竜巻を中和する装置を備えたフォークリフトを操作し、15年に一度発生する強力な竜巻を消失させるゲーム。
主人公は老人で、妻を失った過去を持つほか、助成金のために自らの命を危険に晒すなど、シリアスな内容となっている。
モアイまわし
モアイシリーズの一作目。BROAD STAR コンテスト用の作品で、応募作品の中でも注意を引くためにモアイ像が採用された。画面内でカーソルを動かすと放射状に並んだモアイ像が回転し、モアイが全てカメラ目線になる点を見つけるとクリア。
モアイの巣
モアイシリーズの二作目。クリックは不要で、マウスカーソルで触れるとモアイを消滅させられる。30秒で100匹のモアイを消滅させるとステージをクリアし、次のステージに進む。雷門のステージで登場するアメリカザリガニはリリース直前でテンションの上がった宮澤により追加された。Adobe Shockwave版とガンホーゲームズ版も登場した。日本ゲーム大賞インディーズ部門優秀賞受賞。
モアイの塔
モアイシリーズの三作目。これまでのモアイシリーズよりも立体的に描写されており、揺れ動く塔の上に出現するモアイを空のハシゴで救出する内容になっている。100匹救出するとクリアとなる。黒柳徹子に似たモアイも登場する。
OVER 50
マグウサギ
エスカルゴーン
宇宙からやってきたカタツムリを主人公にし、宇宙船の修理のため地球で貨幣として扱われている貝や石のお金を集めるゲーム。
マウスでごわす
紙相撲。現実の紙相撲における理不尽さを再現したいという趣向の下、ランダムに近いアルゴリズムが組まれている。プレイヤーの使う力士もルーレットで決まるため、プレイヤーの想定通りに進むことは少ない。声優は『モアイの塔』の黒柳徹子似のモアイと共通。
出動!! 第一カッター興業
第一カッター工業株式会社の新卒募集用広告として製作された。実際の社員が登場キャラクターを演じるバトルゲーム。
Mr.Sweets
赤白黄色
歌と音楽に合わせてテトリスにも似たブロックを落として連鎖させて消滅させるゲーム。歌い手は共通。
シュココーココ
ソープボトルをコントローラーとした、イベント展示専用のシューティングゲーム。ボトルを傾けるとプレイヤーが移動し、ヘッド部分を押すと発射される。
イセキクライマー
ロープ型コントローラーと右・中央・左の3本のロープを切り替える左右のボタンを使って遺跡を登るアーケードゲーム。進路上には岩やトゲなどの障害物があり、これらを回避する必要がある。速度調整も重要な要素である。